# Danske Psykomotoriske Terapeuter
Danske Psykomotoriske Terapeuter (DAP) er en dansk fagforening for psykomotoriske terapeuter. Fagforeningen hed tidligere Danske Afspændingspædagoger, men da professionstitlen er ændret fra afspændingspædagog til psykomotorisk terapeut, så har fagforeningen draget konsekvensen af dette og har ændret navn i foråret 2010.
DAP blev etableret i 1978 og har sekretariat i København.
Psykomotoriske terapeuter arbejder med børn og voksne i behandlingsinstitutioner, plejecentre, revalideringen, rådgivninger, rygskoler, virksomheder, sundhedsfremme og indenfor det psykiatriske og socialpsykologiske felt. Terapeuterne underviser også – bl.a. på skoler, uddannelsesinstitutioner, voksenuddannelser og i folkeoplysningen.
Psykomotoriske terapeuter varetager desuden konsulentopgaver indenfor arbejdsmiljø f.eks. ergonomi og personalepleje.
Faget har i dag en professionsbachelor i afspændingspædagogik og psykomotorik. Betegnelsen på engelsk er Bachelor in Relaxation and Psychomotor Therapy. Medlemmer af Danske Psykomotoriske Terapeuter må anvende titlen psykomotorisk terapeut, dap.
Danske Psykomotoriske Terapeuter har overenskomst med offentlige arbejdsgivere.
DAP er medlem af følgende organisationer:
- FH (men var tidligere medlem af FTF)
- Sundhedskartellet
- Europæisk Forum for Psykomotorik
- Organisation Internationale en Psychomotricité et Relaxation